# Frank Nendels
Frank Nendels (Maasdriel, 8 gennaio 1955) è un attore e cantante olandese.

## Carriera
Dopo essersi diplomato nel 1974 presso l'istituto superiore Gymnasium Bernrode, si è iscritto all'Università Cattolica di Nimega ottenendo la laurea in psicologia nel 1984.
Nel 1978 iniziò la sua carriera di cantante entrando nella band de The Zeros e negli anni novanta iniziò quella recitativa lavorando principalmente in spot pubblicitari e serie televisive olandesi. È anche stato attivo nel cinema, lavorando anche al film Merry Christmas del 2001.
È sposato dal 1991 con l'artista Anita van Kempen da cui ha avuto due figli, nati rispettivamente nel 2002 e 2004.

## Filmografia

### Cinema
- Angie (1993)
- Incognito (1997)
- Merry Christmas (2001)
- The Brooklyn Boys (2003) - cortometraggio
- Floris (2004)
- Kill Kill Faster Faster (2008)
- Clair de Lune (2010)

### Televisione
- Bureau Kruislaan (1 episodio, 1992)
- Goede tijden, slechte tijden (2 episodi, 1993)
- All stars: De serie (1 episodio, 1999)
- Die Kumpel (1 episodio, 2001)
- Meiden van de Wit (2 episodi, 2005)
- Parels & zwijnen (1 episodio, 2008)